# Deutsche Balaton
Die Deutsche Balaton AG ist eine deutsche Beteiligungsgesellschaft mit Hauptsitz in Heidelberg. Das Unternehmen wird im Segment Basic Board der Frankfurter Wertpapierbörse notiert. Laut eigenem Bekunden fokussiert sich die Deutsche Balaton bei ihren Investitionen nicht auf eine bestimmte Branche.

## Beteiligungen
Einige der Beteiligungen des Unternehmens an größeren Kapitalgesellschaften umfassen:
| Unternehmen   | Branche        | Anteil |
| ------------- | -------------- | ------ |
| Biofrontera   | Biotechnologie | 8 %    |
| Easy Software | Software       | 11 %   |
| Epigenomics   | Biotechnologie | 6 %    |
| GK Software   | Software       | 6 %    |
| 4basebio      | Pharma         | 7 %    |
| Ultrasonic    | Schuhindustrie | 7 %    |

Die Deutsche Balaton hält des Weiteren mittelbar über die ABC Beteiligungen AG 88 % der Anteile der Heidelberger Beteiligungsholding, die Teil des General Standard der Frankfurter Börse ist.